# Monty Can't Buy Me Love
Monty Can't Buy Me Love, llamado Monty no puede comprar mi amor en España y Monty no puede comprarme amor en Hispanoamérica, es un episodio perteneciente a la décima temporada de la serie animada Los Simpson, emitido originalmente el 2 de mayo de 1999. El episodio fue escrito por John Swartzwelder y dirigido por Mark Ervin. Michael McKean es la estrella invitada.

## Sinopsis
Todo comienza cuando, en una mañana normal, Marge lleva a toda su familia a dar un paseo. En éste, llegan a una gran inauguración de una tienda, llamada "Fortuna", y cuyo propietario era el multimillonario Arthur Fortune. Arthur va a inaugurar su tienda (que era la número 112) y le regala dinero a los clientes. Todos ellos se ponen felices y adoran a Arthur. El Sr. Burns, al ver la escena, se avergüenza y se da cuenta de que nadie lo quiere. Más tarde, le pide ayuda a Homer para que todos lo quieran, como querían a Arthur Fortune. 
Para empezar, Burns y Homer arrojan monedas de un dólar a la calle desde un edificio, pero solo logran lastimar a la gente. Luego, Burns le pide a Homer que lleve un cheque con una donación al hospital de niños de Springfield, pero los administradores se confunden y creen que Homer había sido el generoso donador (incluso, le hacen un monumento y le ponen su nombre a un ala del edificio). Luego de que Lisa le aconseje a Burns presentarse en la radio para cambiar su imagen de hombre mezquino y miserable, el anciano se dirige al programa más popular del momento: "Jerry Rude y sus amigos del inodoro". Allí, el conductor lo hace quedar muy mal a Burns, haciendo que su imagen pública sea aún peor que antes. Desilusionado, Burns decide realizar otro plan: conseguir lo que el hombre había buscado durante siglos.
Junto a Homer, el profesor Frink y el jardinero Willie, Burns va en su helicóptero privado al Lago Ness, en Escocia, para buscar y capturar al famoso monstruo en este lago Al principio, Homer es enviado al agua a buscar a la criatura, pero falla (ya que se distrae jugando al Pinball), al igual que los intentos del profesor Frink (con una máquina que en realidad sólo exageraba el tamaño de las ranas). Finalmente, Burns ordena vaciar el lago por completo, y, así, logra divisar al enorme monstruo, terminando también con inundar el pequeño pueblo. Luego de luchar con él, lo captura y lo ata a su helicóptero para ser llevado a Springfield.
Allí, Burns presenta al monstruo en público y comienza a ser admirado. Sin embargo, los flashes de las cámaras de fotos enceguecen al anciano, haciéndolo caminar sin rumbo, y termina incendiando todo. Luego de razonar con Homer, Burns decide cesar en sus intentos de ser amado, y simplemente ser como era antes. El monstruo, por su parte, termina trabajando en el casino de Burns bajo el nombre de Nessie, de Escocia.